# Aplerbecker Mark
Die Aplerbecker Mark ist ein Stadtteil Dortmunds und liegt im Südosten der Stadt. Sie gehört zum Stadtbezirk Aplerbeck.
Am 31. Dezember 2018 lebten in der Aplerbecker Mark 4.197 Einwohner. Diese Zahl bezieht sich jedoch nur auf den statistischen Unterbezirk Aplerbecker Mark, in dem große Teile der traditionell als Aplerbecker Mark betrachteten Bereiche Aplerbecks (u. a. Unterbezirk Schwerter Straße, in dem z. B. die Aplerbecker-Mark-Grundschule liegt) nicht enthalten sind. Eine klare Abgrenzung zum Stadtteil Aplerbeck existiert weder im Hinblick auf die statistische Gruppierung der Einwohnerzahlen noch in Form von Ortseingangsschildern oder durch separate Postleitzahlen.
Der Ort ist von teilweise sehr hochwertiger Wohnbebauung geprägt. Es überwiegen großzügige Einfamilienhäuser und Reiheneigenheime. Höhere Wohnbebauung (bis zu sechs Stockwerke) gibt es lediglich im Bereich Aplerbecker-Mark-Straße/Lenneweg.

## Geografische Lage

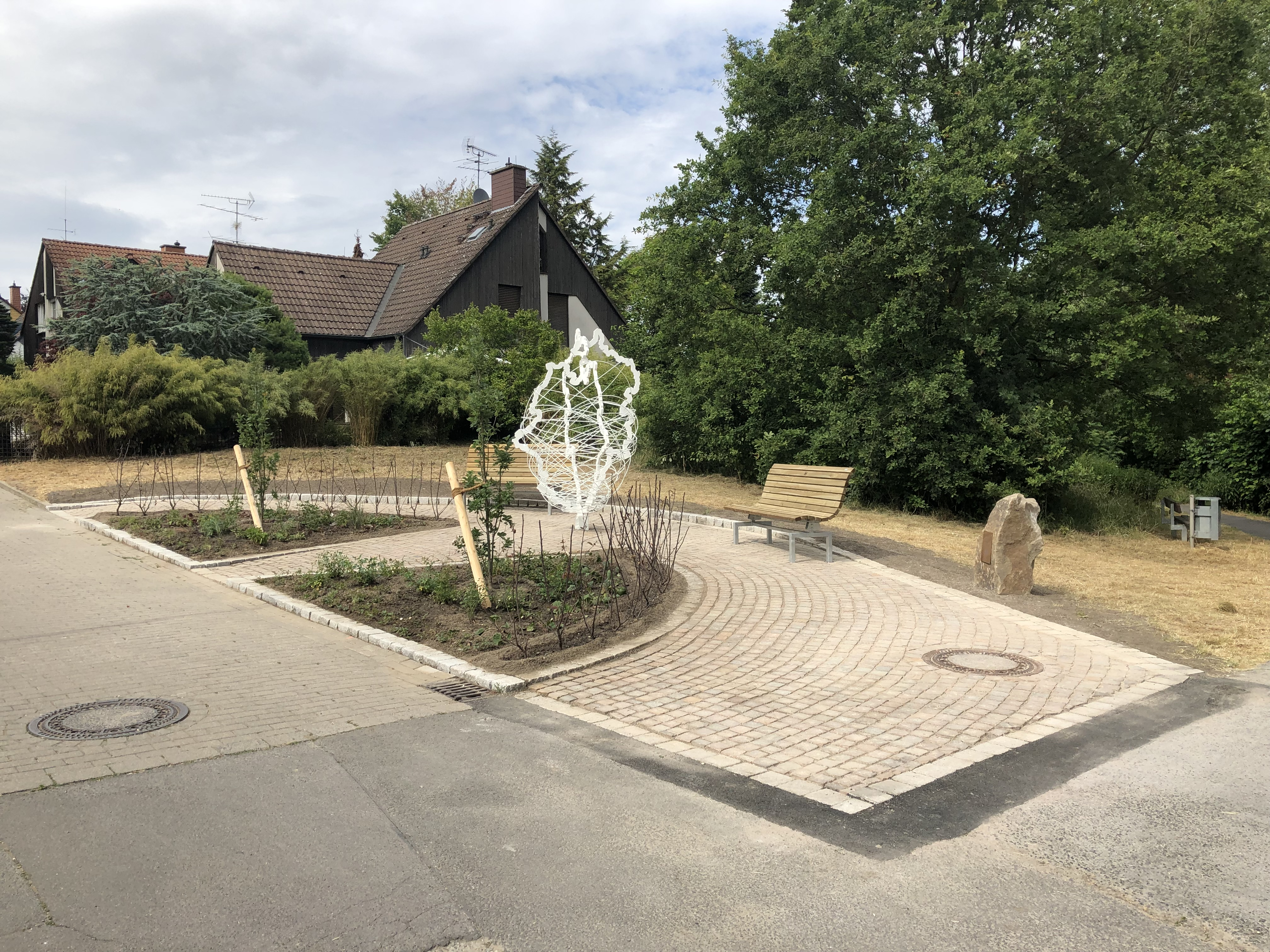
Mittelpunkt des Landes Nordrhein-Westfalen

Im Norden grenzt sie an weitere statistische Unterbezirke des Stadtteils Aplerbeck, im Osten an Sölde, im Süden an die Stadt Schwerte und im Westen an Berghofen. Die Aplerbecker Mark erstreckt sich auf ca. 1000 Hektar. In der Aplerbecker Mark, im Nathebachtal an der Gurlittstraße befindet sich der planimetrisch festgestellte Mittelpunkt von Nordrhein-Westfalen.

## Geschichte
Als Mark, Gemarkung oder Allmende werden gemeinsam genutzte Flächen eines Bauerndorfes bezeichnet. Die Bauern und die Herren Aplerbecks hatten Nutzungsrechte an der Aplerbecker Mark. Diese bestanden aus Zuweisungen von Brenn- und Bauholz. Die Verwaltung und das Erbholzrichteramt lagen ausschließlich bei den Herren des Hauses Rodenberg. Erst ab 1806 wurde die Aplerbecker Mark aufgeteilt. Fast ein Drittel gehörte dem Haus Rodenberg, der Rest verteilte sich auf die evangelische Kirchengemeinde und die Aplerbecker Bauern. Diese konnten dann nach Zahlung des fünfundzwanzig fachen Jahreszinses ihre Höfe vollgültig übernehmen.
Ab 1850 verkauften die Bauern das Land an die zuwandernden Fabrikarbeiter und Bergleute. Diese errichteten auf dem Land Kotten, dies bedeutete sie gingen zur Arbeit in die Zechen oder Fabriken und bewirtschafteten das Land zur Selbstversorgung, waren also Nebenerwerbslandwirte. Sehr bekannt waren die Obstgärten der Kötter. Obstbäume wurden in der Aplerbecker Baumschule gezüchtet. Besonders für Apfelzüchtungen war die Aplerbecker Baumschule bekannt. Aufgrund der Selbstversorgung konnten die Kötter in der Aplerbecker Mark die Krisenzeit nach dem Ersten Weltkrieg, in der die Aplerbecker Zechen und die Aplerbecker Hütte schlossen, einigermaßen gut überstehen. Auch die öffentlich geförderten Notstandsarbeiten, durch die die Emscher kanalisiert und das Aplerbecker Waldstadion samt Freibad gebaut wurde, halfen den Bewohnern der Mark. 1928 wurde die Aplerbecker Mark nach Dortmund eingemeindet.
Nach dem Zweiten Weltkrieg veränderte sich das Bild der Mark. Dortmund war stark zerstört, die Mark wurde beliebtes Wohngebiet im Großraum Dortmund. Viele Eigenheime wurden vor allem im Bereich der Tiefen Mark errichtet.

## Bevölkerung
Bevölkerungsstruktur im statistischen Unterbezirk Aplerbecker Mark (2018):
- Bevölkerungsanteil der unter 18-Jährigen: 13,1 % [Dortmunder Durchschnitt: 16,2 % (2018)][1]
- Bevölkerungsanteil der mindestens 65-Jährigen: 30,1 % [Dortmunder Durchschnitt: 20,2 % (2018)].[2]
- Ausländeranteil: 4,7 % [Dortmunder Durchschnitt: 18,2 % (2018)][3]
- Arbeitslosenquote: 2,5 % [Dortmunder Durchschnitt: 9,8 % (2018)][4]

Das durchschnittliche Einkommen in der Aplerbecker Mark liegt etwa 55 % über dem Dortmunder Durchschnitt.

### Bevölkerungsentwicklung
| Jahr | Einw. |
| ---- | ----- |
| 2003 | 4576  |
| 2008 | 4384  |
| 2013 | 4241  |
| 2018 | 4197  |

## Klein Paris
Der südlichste Teil der Aplerbecker Mark ist auch unter der Flurbezeichnung „Klein Paris“ bekannt. Von hier führte der noch immer vorhandene Fußweg durch den Wald zum Freischütz oder vor dem Wald entlang zur Brennerei Nathe und zur ehemaligen Straßenbahn- bzw. heutigen Bushaltestelle.
Der Name „Klein Paris“ geht auf die hier ehemals ansässige Familie Dräger zurück. Einer ihrer Ahnen nahm als Soldat am Deutsch-Französischen Krieg teil. Mit dem Heer zog er auch durch Paris. Die Erinnerungen hieran beeinflussten die Namensgebung. Nach dem gewonnenen Krieg gegen die Franzosen wurde die Herrenstraße in Pariser Straße umbenannt, was auch zu dem Namen „Klein Paris“ führte, der lange, bis in die 1960er Jahre Bekanntheit in Aplerbeck hatte.

## Sehenswürdigkeiten

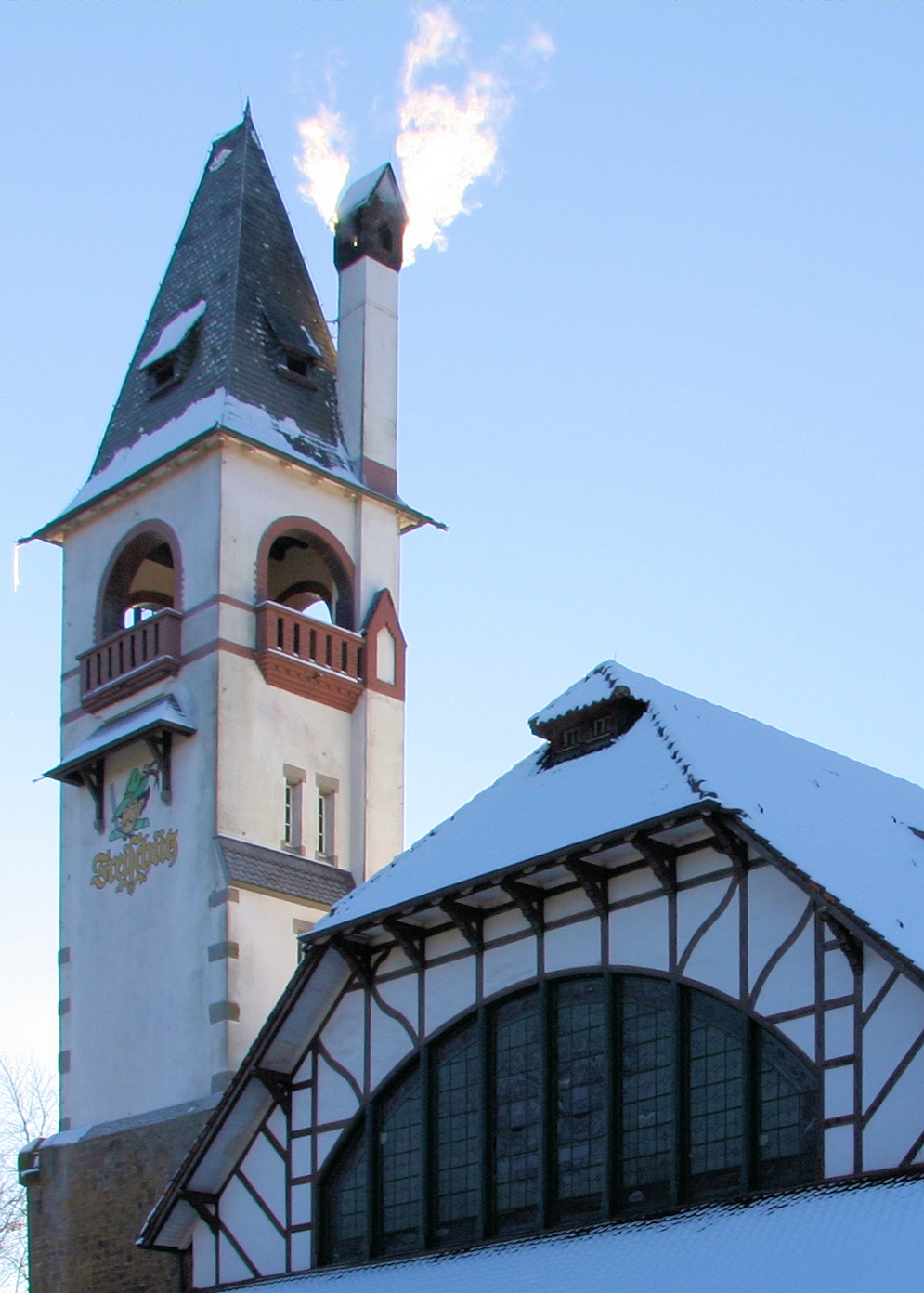
Ausflugslokal Freischütz

Knapp hinter der Ortsgrenze zu Schwerte liegt auf dem Gebiet der Stadt Schwerte das Ausflugslokal Freischütz. 1843 errichtete der Schwerter Magistrat ein kleines Forsthaus im Wald. Dieses wurde als Rastplatz für Reisende sowie für die Arbeiter der benachbarten Zeche Josephine sehr beliebt. 1861 erhielt der Förster die Erlaubnis zum Alkoholausschank und der Name Freischütz wurde geboren. Durch die Anbindung an die Hörder Kreisbahn 1899 wurde das Lokal Freischütz zum Ausflugslokal für die Dortmunder und Hörder Bürger. 1902 wurde das heutige Lokal mit Festsaal gebaut. 1930 wurde ein Reit- und Springturnierplatz südlich des Festsaals angelegt. Bekannt wurde der Freischütz durch das ab 1964 gebaute Kinderparadies mit Märchenwald und dem Münchhausen, der auf seiner Kugel reitend den Turm des Festsaals erklomm.

## Infrastruktur

### Verkehr
1899 erreichte eine Straßenbahnlinie der Hörder Kreisbahn von Hörde über den Freischütz nach Schwerte die Aplerbecker Mark. 1902 kam eine zweite Linie über Aplerbeck bis zur Kreuzung „Gockel“, ehemalige Kreuzung der Bundesstraßen 234 und 236, hinzu. 1912 wurde die Aplerbecker Mark durch den Aplerbecker Südbahnhof an die Köln-Mindener-Eisenbahnlinie angeschlossen. Dieser Bahnhof besteht heute noch und wurde im Herbst 2006 von der Deutschen Bahn instand gesetzt. Die Straßenbahnlinien wurden eingestellt, die letzte in den 1970er Jahren.

### Bildung

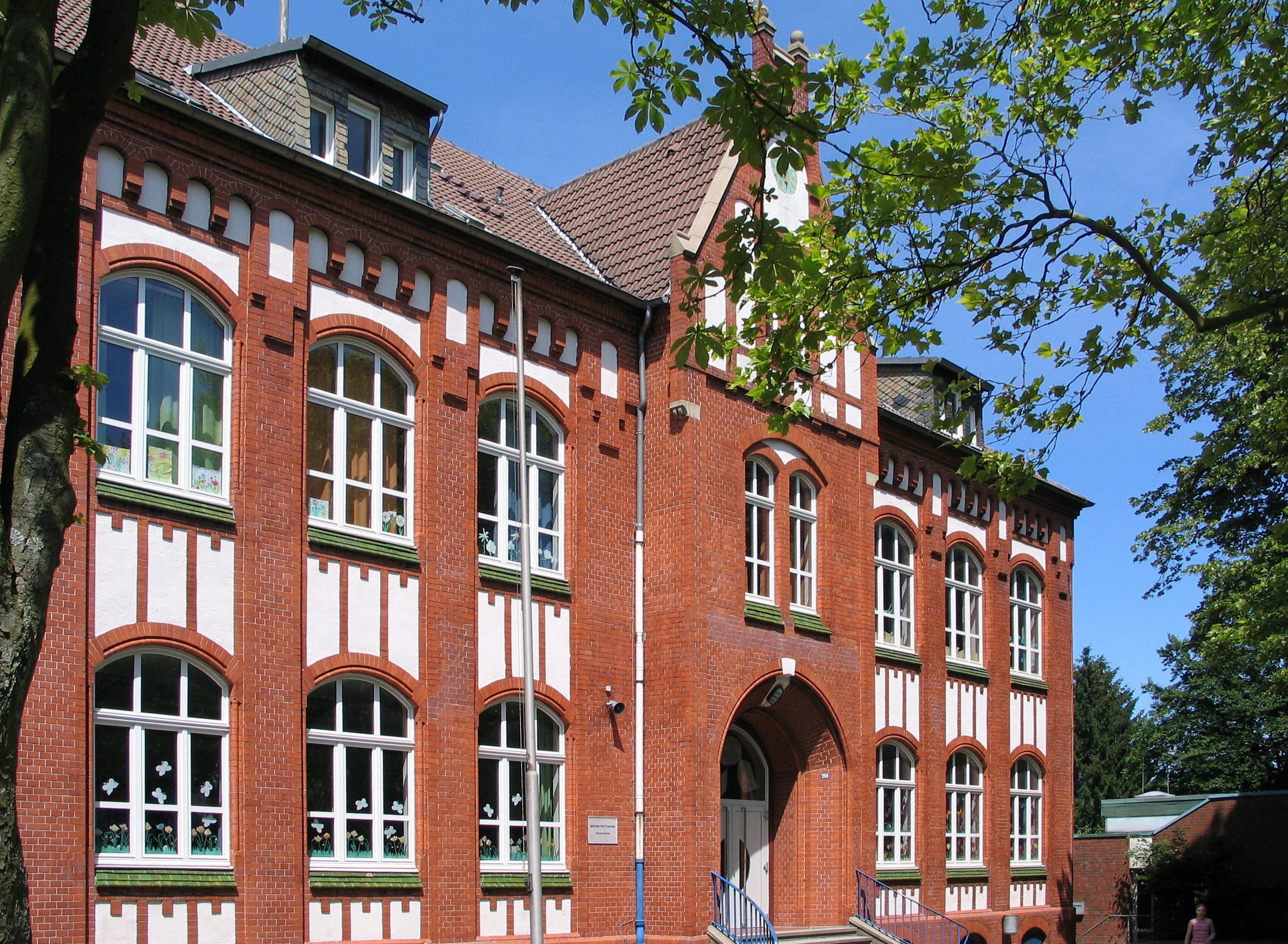
Aplerbecker-Mark-Grundschule, Aufnahme von 2005

Kindergärten, Kindertagesstätten und eine Schule, die Aplerbecker-Mark-Grundschule, gibt es in der Mark. 2006 feierte diese Schule ihr 100-jähriges Bestehen. Eine in Dortmund bekannte Sportstätte, das Aplerbecker Waldstadion, wurde am Nordrand des Schwerter Waldes errichtet.

### Wirtschaft
Gewerbe hat es in der Mark immer nur in geringem Ausmaß gegeben. Neben Einzelhandel, Sparkasse und Gärtnerei ist heute einzig die Schnapsbrennerei Nathe noch alten Aplerbeckern bekannt.
Im Jahre 2006 musste das Gebäude der ehemaligen Schnapsbrennerei Nathe und auch Bauernhof an der B 236 dem Ausbau der Bundesstraße weichen. Lediglich die alte Scheune auf der östlichen Seite der B 236 gegenüber dem Hauptgebäude erinnert noch an den Komplex. In den letzten Jahren wurden die nun abgerissenen Gebäude von einem Fliesengeschäft genutzt.

### Grünflächen

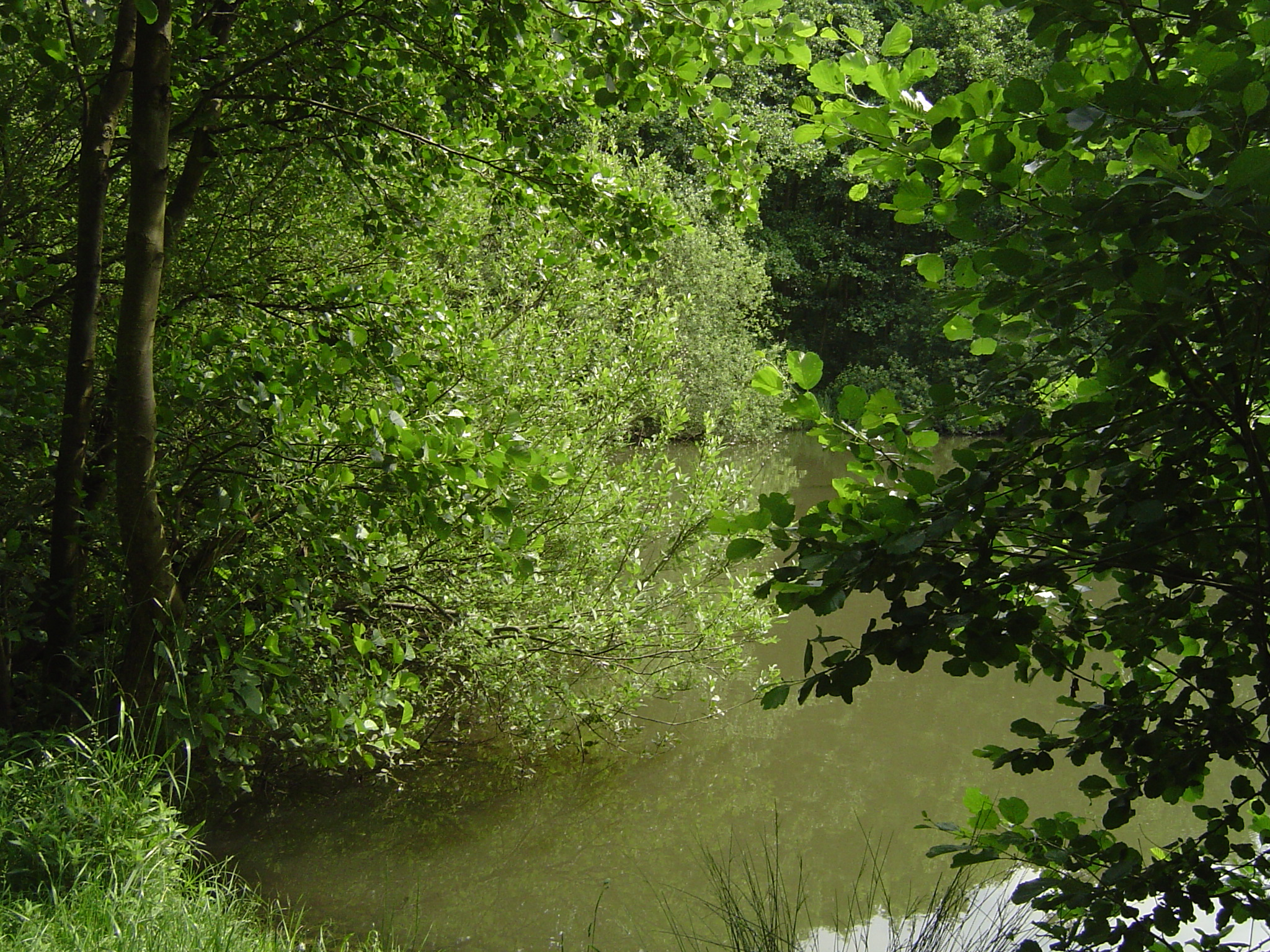
Stausee im Naherholungsgebiet Nathebachtal

Durch die Aplerbecker Mark zieht sich das Naherholungsgebiet Nathebachtal. Der Nathebach, der seine Quellen im Südwesten des Stadtteils hat und zusätzlich durch Regenwassereinleitungen gespeist wird, durchfließt diesen in nordöstlicher Richtung und mündet im Stadtteil Aplerbeck in die Emscher. Nach einer starken Überschwemmung Aplerbecks Mitte der 1980er Jahre wurde das Nathebachtal aufwendig renaturiert, nachdem in den 1970er Jahren der Nathebach in Betonkammersteinen kanalisiert und begradigt wurde. Heute bildet der Nathebach zusammen mit seinen kleinen Tümpeln und dem Stausee einen Grüngürtel vom Schwerter Wald bis in die Mitte des Stadtteils.

## Religion

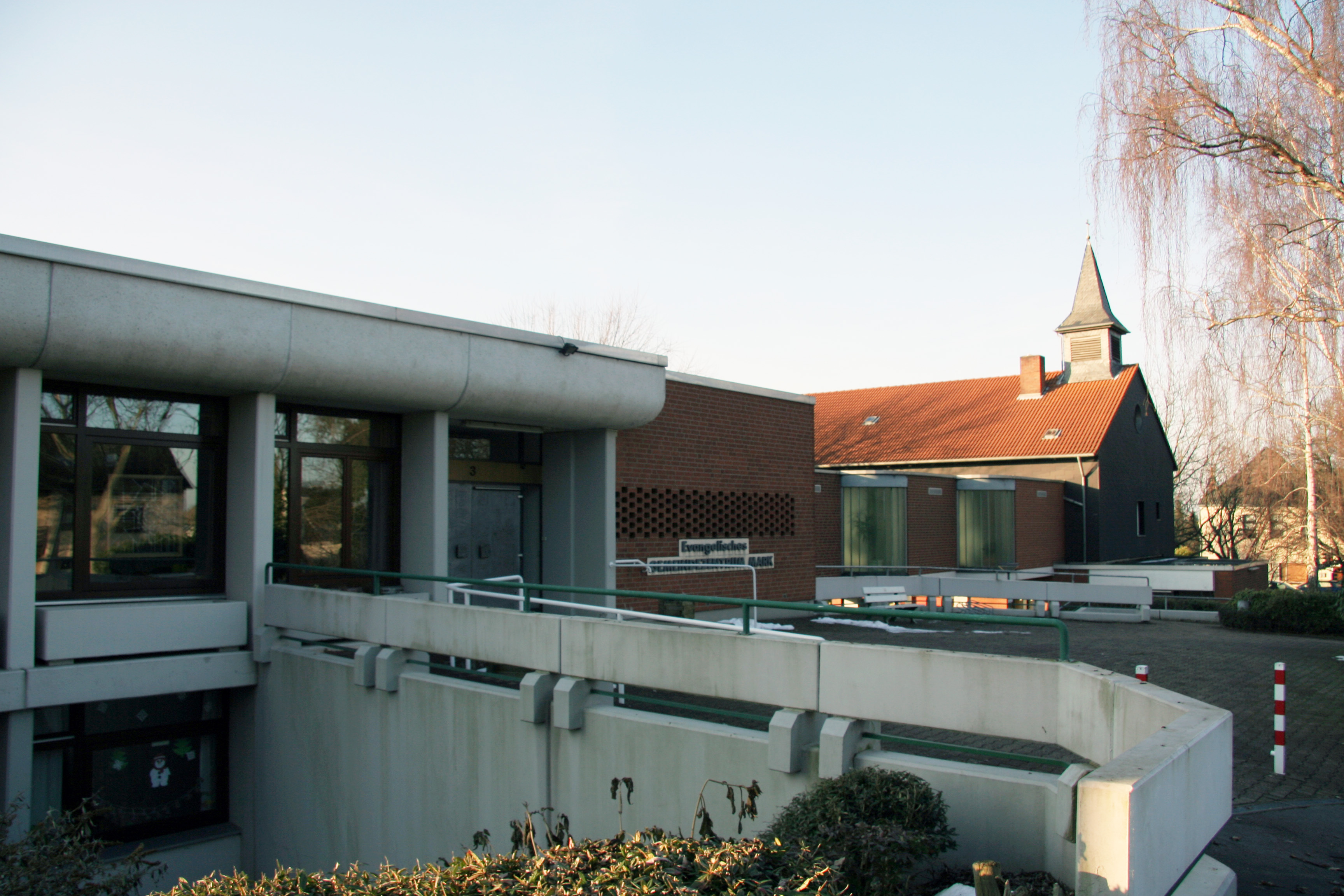
Evangelisches Gemeindezentrum

An der Aplerbecker-Mark-Straße befindet sich das Gemeindezentrum Aplerbecker Mark der Evangelischen Kirchengemeinde. Jeden Sonntag werden dort Gottesdienste abgehalten. Zum Gemeindezentrum zugehörig ist auch ein Kindergarten für behinderte und nicht behinderte Kinder.

## Persönlichkeiten
- Anton Kalt, Widerstandskämpfer, inhaftiert im KZ Esterwegen, erster Aplerbecker Nachkriegsbürgermeister und Schriftsteller.

## Vereine
In der Aplerbecker Mark entwickelte sich seit ihrer Aufteilung eine reiche Vereinsvielfalt. Dies begann 1873 mit dem Schützenverein Aplerbeckermark. Auch Gesang- und Musikvereine, Sportvereine, Tierzucht- und Gartenbauvereine folgten. In den letzten Jahren tat sich der Sportverein „VfL Aplerbeckermark“ in der ersten Handball-Kreisklasse hervor. Der Verein wurde bereits 1889 unter dem Namen „Starke Eiche“ gegründet und hat zurzeit (2007) ca. 270 Mitglieder.